# 特罗皮克 (犹他州)
特罗皮克（Tropic）是美国犹他州加菲尔德县的一个镇。根据2000年美国人口普查，共有人口508人。